# یواس‌اس اف-۱ (اس‌اس-۲۰)
یواس‌اس اف-۱ (اس‌اس-۲۰) (به انگلیسی: USS F-1 (SS-20)) یک زیردریایی بود که طول آن ۱۴۲ فوت ۷ اینچ (۴۳٫۴۶ متر) بود. این زیردریایی در سال ۱۹۱۱ ساخته شد.